# Ферит (гвожђе)
Ферит је назив за два кристална полиморфа железа.

## Структура и особине
α-Ферит је кубна просторно центрирана модификација железа у којој се може растворити максимално 0,02  масених процената угљеника. Ферит је релативно мек, магнетичан и корозионо неотпоран полиморф железа који је стабилан до 911 ° када прелази у површински центрирану кубну модификацију аустенит.
δ-Ферит је такође кубна просторно центрирана модификација железа стабина само на темпаратурама изнад 1392 °.
Занимљиво је приметити да већина метала на температурама непостредно пре температуре топљења прелази у своју кубну просторно центрирану високотемапратурну модификацију смањујући тако координациони број на 8.

## Легирајући елементи који фаворизују стварање аустенита
Легирајући елементи који стабилизују феритну модификацију железа и шире хомогено феритну област фазног дијаграма . Поређани по интензитету легирајућег утицаја: Cr, Mo, V, Al, Ti, P, Si, Be. Легирајући елементи Nb, Ta, Ce, Zr такође стабилизују феритну модификацију железа с тим што нехомогено шире феритну област фазног дијаграма .

## Галерија
- Слика 1. Просторно центрирана кубна решетка ферита.
- Слика 2. Схематски приказ процеса издвајања ферита из аустенита.